# Jane Goodall Intézet

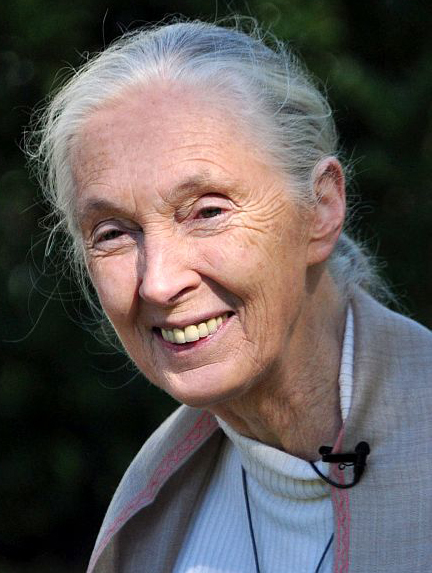
Jane Goodall, az intézet alapítója

A Jane Goodall Intézet az Állatvilág Kutatásáért, a Természet Védelméért és az Oktatásért létrehozott nonprofit szervezet, amelyet 1977-ben Dr. Jane Goodall, főemlőskutató, környezetvédő, ENSZ Békenagykövet és Genevieve, San Faustino hercegnője alapított Kaliforniában.
Jane Goodall 1960-ban kezdte meg korszakalkotó pályafutását a Gombe Nemzeti Parkban, Tanzániában. A csimpánzokon végzett kutatása megváltoztatta az állatvilágról alkotott elképzeléseinket, bebizonyította, hogy a csimpánzok közelebb állnak hozzánk nemcsak genetikailag, de viselkedésükben is, mint gondolnánk. Munkája kezdetén érintetlen erdőben dolgozhatott, azonban az évek során a lakosság egyre nagyobb területeken irtotta ki a fákat, pusztította el az állatokat. Jane Goodall felismerte, hogy ahhoz, hogy a csimpánzok életben maradjanak, meg kell védenie az élőhelyüket, ehhez viszont az szükséges, hogy a helyi lakosság életkörülményei megfelelőek legyenek és a közös célt megismerve együttműködjenek a természetvédelmi munkában. E gondolkodás mentén alapult meg a Jane Goodall Intézet.
Eleinte az Intézet mindennapi tevékenységét bizottsági tagok és önkéntesek végezték otthonról. Az 1980-as évek elején a JGI beköltözött a Kaliforniai Tudományos Akadémia San Franciscó-i irodájába, ahol lényegében az USA és Afrika közötti „összekötő kapocsként” és irattárként működött.
Jane egyre gyakoribb közszereplései, szakmai helyzete és az érdeklődés megkívánta, hogy az Intézet Washingtonba költözzön. A JGI munkatársai szerencsések, mivel önkéntesek szűnni nem akaró áradata segíti munkájukat nagy lelkesedéssel és hatékonysággal.
A Jane Goodall Intézet 2011-ben a világ 23 országában van jelen.

## A szervezet munkája
A szervezet tevékenysége tükrözi a nevében találgató három témakört: az állatvilág kutatását, a természetvédelmet és a környezeti nevelést.
1) A Gombe Nemzeti Parkban folyó csimpánzkutatás mára a valaha volt leghosszabb terepi kutatássá nőtte ki magát. 2010. július 14-én ünnepelte munkásságának 50 éves évfordulóját Dr. Goodall. A kezdetben kizárólag viselkedéssel foglalkozó vizsgálatok mára interdiszciplinárissá váltak és  segítséget nyújtanak a vírus (HIV)- és genetikai kutatásokban is.
2) A Jane Goodall Intézet természetvédelmi törekvései mára az összes kontinensen számottevőek. Legismertebbek azonban az afrikai országokban végzett programok. A szervezet közösségeken alapuló természetvédelmi programjának lényege, hogy a helyi lakosságot segítve, oktatást, egészségügyi ellátást, munkalehetőséget biztosítva vonja be azokat az erdők és a benne élő állatok megmentésébe.
3) Az oktatási programmal a Jane Goodall Intézet azt biztosítja, hogy a következő generációk tisztában legyenek tetteik felelősségével. A szervezet környezeti nevelési hálózata, a Roots & Shoots, magyarul Rügyek és Gyökerek a világ több mint 110 országában biztat gyerekeket és fiatalokat arra, hogy tegyenek a környezetükért, az állatokért és embertársaikért.

## A szervezet tagjai
A Jane Goodall Intézet az Antarktisz kivételével világ összes kontinensén megtalálható.
Európában: az Egyesült Királyságban, Franciaországban, Spanyolországban, Németországban, Svédországban, Svájcban, Olaszországban, Ausztriában és Magyarországon. Afrikában Tanzániában, Ugandában, a Kongói Köztársaságban, a Kongói Demokratikus Köztársaságban, a Dél-afrikai Köztársaságban, Gíneában és Gabonban.
Ázsiában: Hong-Kongban, Tajvanon, Kínában és Japánban, ezenkívül Ausztráliában, az Egyesült Államokban és Kanadában

## A Jane Goodall Intézet Magyarországon

### 2006-2008
A magyarországi intézet 2006-ban alapult Rügyek és Gyökerek Egyesület néven, közhasznú szervezetként. Fő profiljuk a környezeti nevelés volt, azzal a céllal, hogy iskolás korú gyerekekkel megismertessék a környezet-, állat- és természetvédelemmel kapcsolatos tetteik jelentőségét. A legrégebb óta működő újratáska programmal a nejlonzacskók problémájára hívják fel játékosan a figyelmet, míg a minden tavasszal megrendezésre kerülő Farmosi békamentéssel a kétéltűek veszélyeztetettségére és a környezetszennyezésre. A két projekt gyerekek és felnőttek körében is népszerű, üzeneteik elismerten fontosak. A harmadik, kutyamenhelyeket segítő programjuk tárgyi adományokkal és fizikai segítséggel támogatja a magyarországi menhelyek működését.

### 2009
A szervezet ebben az évben kibővítette tevékenységét egy Afrika programmal, a Téged keresnek! Mobiltelefon újrahasznosító kampánnyal. A projekt a mobiltelefonokban található tantál nevű fém bányászatára hívta fel a figyelmet és a készülékek újrahasznosítására buzdította az embereket. A tantált kongó keleti részén bányásszák, ezzel erdőket, állatokat és embereket pusztítva. A projekt bevételéből a Jane Goodall Intézet Kongói Demokratikus Köztársaságban működő szervezetét támogatja.

### 2010
2010-ben, a szimbolikus jelentőségű július 14-én vették fel a Jane Goodall Intézet nevet. Ezen a napon világszerte Jane Goodall munkásságának 50. évfordulóját ünnepelték. Dr Goodall a jeles napot Gombében töltötte. Magyarországon 2010. július 14-én Csányi Vilmos professzor tartott etológiai témájú előadást. Dr. Goodall Gombe 50 tiszteletére világkörüli turnét tartott. Magyarországon november 12-14-ig tartózkodott: egy nagy sikerű előadás mellett bemutatta legújabb, életrajzi filmjét, a Jane's journey-t és a tiszteletére szervezett fogadáson adott beszédet a magyarországi Brit Nagykövet rezidenciáján.
2010-et fémjelzi még a Roots & Shoots, vagyis Rügyek és Gyökerek program önálló honlapjának elindítása, kifejezetten gyerekek és pedagógusok számára.

### 2011
Az év elején a Jane Goodall Intézet elindította a „Dobj egy nagyot!” akciót, mely a mobiltelefon újrahasznosító projekt folytatása, ezúttal iskolákban. Ennek keretében 2011 májusában a magyar és kongói szervezet csereprogramot folytatott le, melynek során a kelet-kongói egészségügyi és környezeti nevelési projektekben vett részt a szervezet két munkatársa. A mobiltelefon újrahasznosításból származó bevétellel ismét a JGI kongói szervezetét támogatják.
A szervezet ezt követően környezeti neveléssel, Afrikát támogató programokkal és jelképes csimpánz-örökbefogadással foglalkozott.

### 2016
A Jane Goodall Intézet önkéntesei bekapcsolódtak a Budapest II. kerületében, a Vörös-Kőváron felfedezett haragossikló-állomány felmérésébe, ráirányítva a projektre magának Jane Goodallnak a figyelmét is, aki egyfajta szimbolikus hozzájárulásként saját kezűleg engedte szabadon az első nyomkövetővel felszerelt siklót a Vörös-Kőváron. Azóta ez a sikló a Jane nevet viseli, társaival együtt fontos adatokat szolgáltatva a fajának életmódjáról.

## Külső hivatkozások
- A magyarországi Jane Goodall Intézet hivatalos honlapja
- A magyarországi Roots & Shoots hálózat hivatalos honlapja
- The Jane Goodall Institute
- The Jane Goodall Institute UK
- l'Institute Jane Goodall France
- Instituto Jane Goodall Spain
- Instituto Jane Goodall Institute Italia
- Jane Goodall Institut Deutchland
- Jane Goodall Institut Austria